# Kai Besar
Kai Besar (anche Grande Kei o Nuhu Yuut, Nusteen) è un'isola appartenente all'arcipelago delle Isole Kai situata nella provincia di Maluku, nell'Indonesia orientale.
Fa parte delle isole Molucche e si estende su una superficie di 550 km². L'altra grande isola dell'arcipelago delle isole Kai è la vicina Kai Kecil (chiamata anche Piccola Kai) localizzata ad ovest. Ad est di Kai Besar si trova l'arcipelago delle Isole Aru. L'estremità settentrionale dell'isola è chiamata Tanjung Borang, mentre la punta meridionale Tanjung Weduar. Il punto più elevato raggiunge circa i 900 metri sul livello del mare.